# Tonkhil, Govi-Altai
Tonkhil (tiếng Mông Cổ: Тонхил) là một sum của tỉnh Govi-Altai ở miền tây Mông Cổ. Vào năm 2009, dân số của sum là 2.402 người.

## Địa lý
Sum có diện tích khoảng 7.322 km2. Trung tâm sum, Zuil, nằm cách tỉnh lỵ Altai 175 km và thủ đô Ulaanbaatar 800 km.

### Khí hậu
Tonkhil có khí hậu bán khô hạn. Nhiệt độ trung bình hàng năm trong khu vực là 3 °C. Tháng ấm nhất là tháng 8, khi nhiệt độ trung bình là 20 °C và lạnh nhất là tháng 12, với −16 °C. Lượng mưa trung bình hàng năm là 109 mm. Tháng ẩm ướt nhất là tháng 6, với lượng mưa trung bình là 38 mm, và khô nhất là tháng 1, với 1 mm.

## Kinh tế
Sum có một trường học, bệnh viện và nhà văn hóa.